# Timori kormosgalamb
A timori kormosgalamb (Turacoena modesta) a madarak osztályának galambalakúak (Columbiformes) rendjébe, a galambfélék (Columbidae) családjába és a galambformák (Columbinae) alcsaládba tartozó faj.

## Rendszerezése
A fajt Coenraad Jacob Temminck holland zoológus írta le 1835-ben, a Columba nembe Columba modesta néven.

## Előfordulása
Délkelet-Ázsiában, Indonézia és Kelet-Timor területén honos. A természetes élőhelye szubtrópusi és trópusi síkvidéki esőerdők és lombhullató erdők. Állandó nem vonuló faj.

## Megjelenése
Átlagos testhossza 38 centiméter.